# Katholische Kirche Richterswil

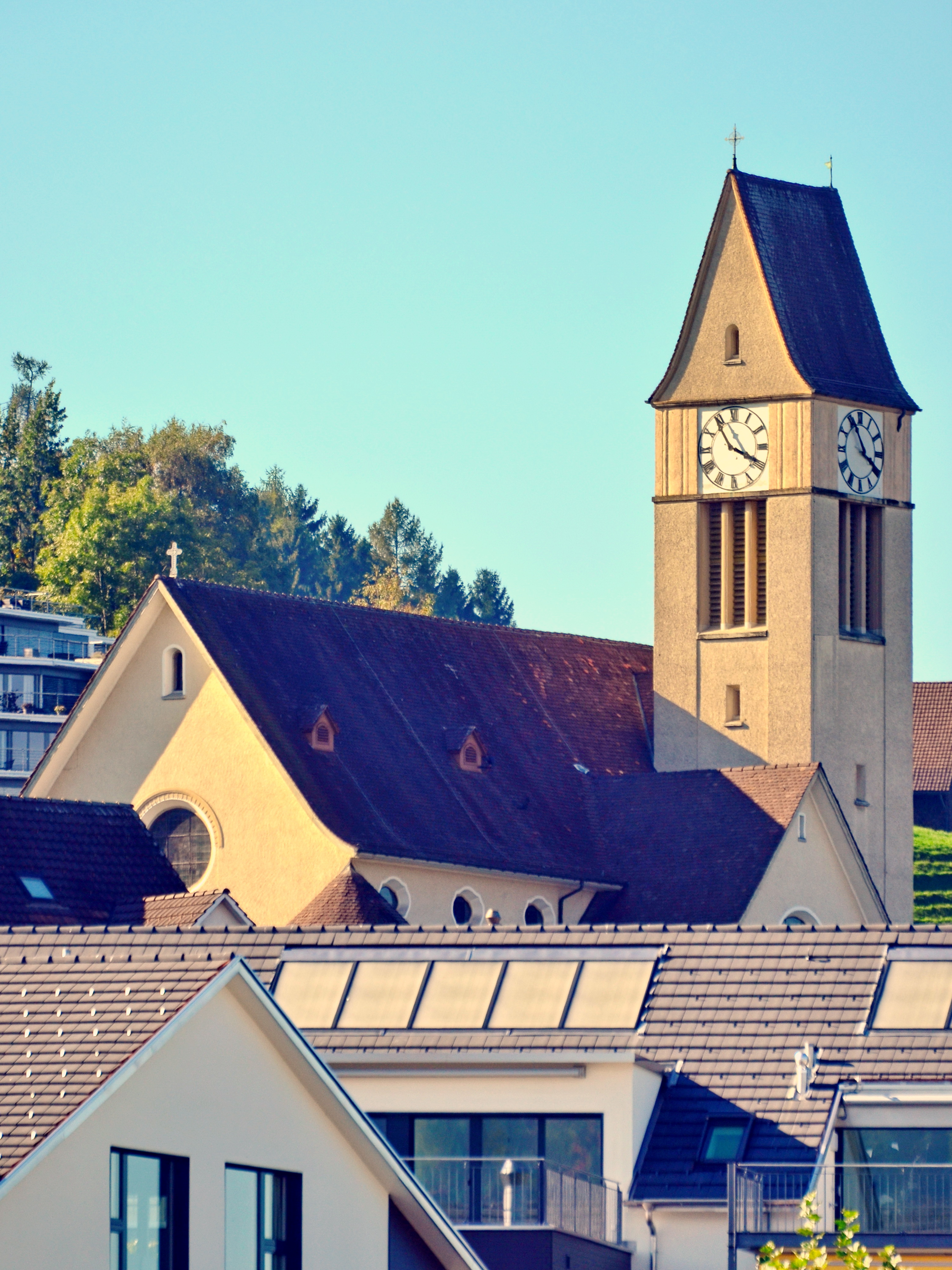
Katholische Kirche Richterswil,
Blick vom Zürichsee aus (2012)

Die katholische Kirche Richterswil gehört zu den wichtigsten Zeugnissen neubarocker Sakralarchitektur im Kanton Zürich.

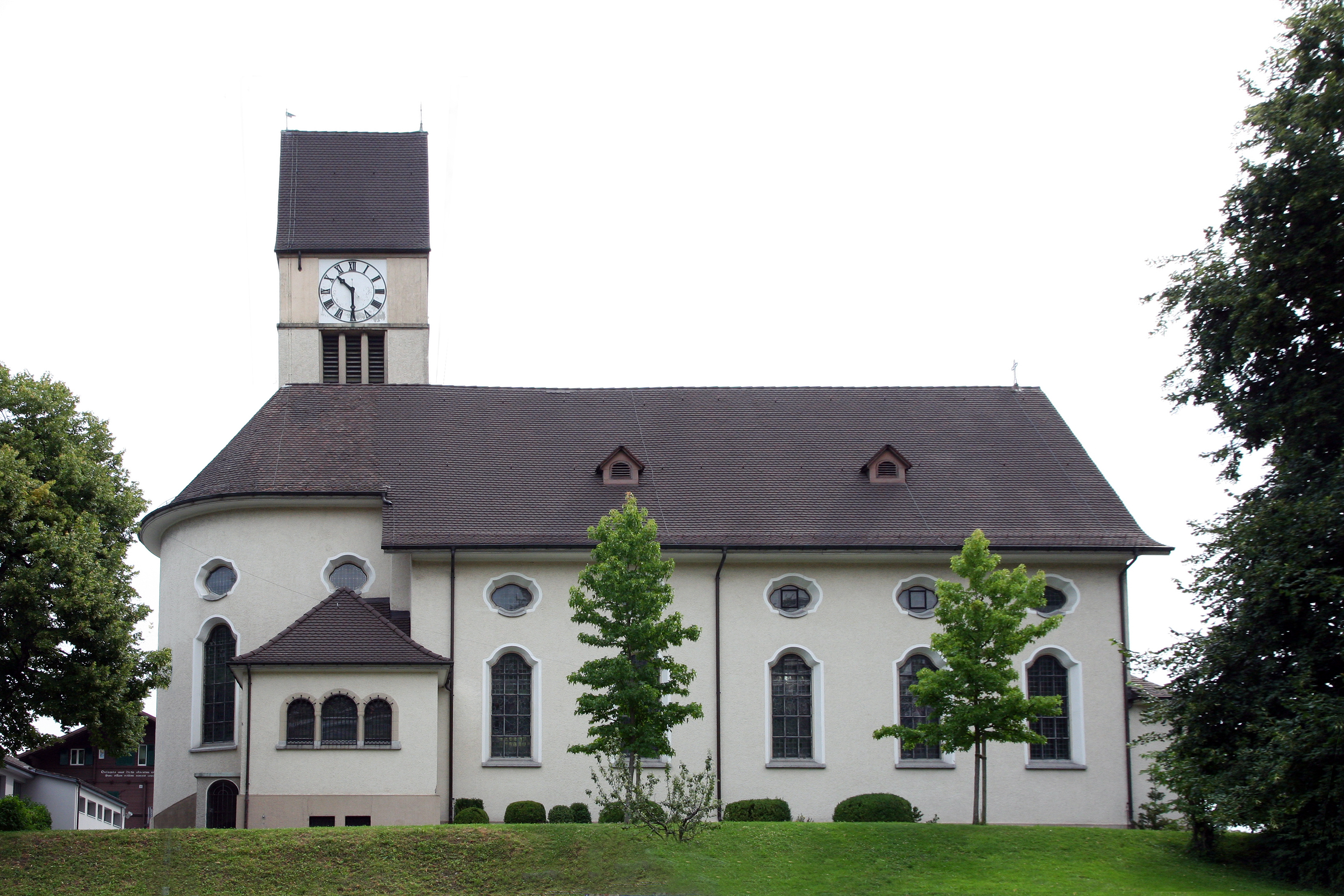
Ansicht von Nordwesten

## Geschichte

### Vorgeschichte und Namensgebung
Der Legende nach soll der Hl. Einsiedler Meinrad in der Kirche Richterswil zwischen 835 und 861 ein Kind getauft haben. Eine erste, St. Martin geweihte Kirche in Richterswil wurde 1265 erstmals erwähnt. Die mittelalterliche Kirche St. Martin war die Mutterkirche des Westteils von Wollerau sowie von Hütten. Das Kirchenpatronat der Kirche lag bei den Herren von Wädenswil, deren Burg auf Richterswiler Boden stand. Rudolf von Wädenswil veräusserte seine Burg und das Patronat der Richterswiler Kirche 1287 dem Komtur Heinrich und den Johanniterbrüdern von Bubikon. Mitte des 14. Jahrhunderts wurde Richterswil dem Johanniterhaus Wädenswil inkorporiert. Um 1450 erhielt die mittelalterliche Kirche St. Martin einen neuen Chor, 1472 einen neuen Turm. Durch Kauf gelangte das Patronat an Zürich im Jahr 1549. Der Neubau der reformierten Kirche aus dem Jahr 1717 wurde 1905 abgetragen und durch die heutige Reformierte Kirche Richterswil ersetzt.
Die heutige katholische Kirche von Richterswil ist der Heiligen Familie geweiht.

### Entstehungs- und Baugeschichte
Nach der Reformation in Zürich ab dem Jahr 1523 war der katholische Gottesdienst in den zürcherischen Untertanengebieten verboten. In Richterswil wurde die Reformation 1529 zwangsweise eingeführt, was die Ablösung des Wollerauer Westsprengels von Richterswil und die Vereinigung mit Wollerau zur Folge hatte. Erst das Toleranzedikt von 1807 erlaubte erstmals wieder die Feier einer katholischen Messe, allerdings örtlich auf die Stadt Zürich beschränkt. Die Niederlassungs- und Religionsfreiheit der Helvetischen Republik und 1848 des schweizerischen Bundesstaates ermöglichten es den Katholiken aus der Zentral- und Ostschweiz sowie auch aus dem katholisch geprägten Ausland, sich im reformierten Kanton Zürich niederzulassen. Die nach Richterswil eingewanderten Katholiken konnten im benachbarten katholischen Kanton Schwyz Gottesdienste besuchen, so z. B. im Nachbarort Wollerau, dessen Pfarrer sich auch um die Katholiken in Richterswil bemühte. Ab 1888 wurden die Richterswiler Katholiken von der neu gegründeten Pfarrei Wädenswil betreut. Im Jahr 1900 zählte Richterswil bereits 849 Katholiken, darunter auch 90 junge Frauen aus der Katholischen Mädchenanstalt (später Stiftung Grünau). 1908 wurde von Wädenswil aus in Richterswil ein katholischer Männerverein gegründet, der den Aufbau der Pfarrei Richterswil vorantrieb. Noch im gleichen Jahr konnte der Männerverein ein Wohnhaus an der Wiesengrundstrasse kaufen, in dessen Erdgeschoss eine Notkapelle eingerichtet wurde. Hier wurde am 27. September 1908 auch nach 385 Jahren erstmals seit der Reformation wieder ein katholischer Gottesdienst auf Richterswiler Boden gefeiert. Am 18. Juni 1909 kaufte der Bischof von Chur, Georg Schmid von Grüneck, den Bauplatz für Kirche und Pfarrhaus von Heinrich Staub-Bourqui. 1911 bis 1912 hatte der erste Pfarrer von Richterswil, Leo Munier, mit finanzieller Unterstützung seiner Pflegemutter das Pfarrhaus errichten lassen. Anschliessend wurde der Bau der heutigen Kirche nach Plänen des Architekten Adolf Gaudy, Rorschach begonnen. Die Grundsteinlegung vollzog Dekan Johann Meier aus Winterthur. Zu diesem Zeitpunkt erhob der Bischof von Chur Richterswil zu einem Pfarr-Rektorat. Die Firma Gebrüder Ferrari, Wädenswil errichtete die Kirche in nur 10 Monaten, unterstützt durch Fronarbeit von Pfarreiangehörigen. Am 14. Juni 1914 wurde die fertiggestellte Kirche vom Dekan des Klosters Einsiedeln, Pater Athanasius Staub, benediziert. Per 1. Januar 1916 erhob der Bischof von Chur Richterswil zur selbständigen Pfarrei und trennte es von Wädenswil ab. Im Jahr 1939 wurde die Kirche umgebaut und durch ein östliches Seitenschiff vergrössert. Die umfassende Sanierung der Kirche in den Jahren 1977–1979 wurde von Josef Riklin, Wädenswil geleitet. Hierbei wurden auch die zugemauerten Ochsenaugen im Chor wieder geöffnet, dafür aber Hochaltar und Seitenaltäre entfernt, ebenso das Chorgestühl und das Täfer im Chor sowie im Schiff der Kirche. Im Jahr 2015–2016 wurde die Kirche von Architekt Walter Moser saniert und am 10. Dezember 2016 feierlich eingeweiht.
Die Pfarrei Richterswil ist mit ihren 3'688 Mitgliedern (Stand 2021) eine der grösseren katholischen Kirchgemeinden des Kantons Zürich.

## Baubeschreibung

### Aussenbau und Glocken
Die der Heiligen Familie geweihte Diasporakirche war ursprünglich ein einschiffiger Bau. Die heute zweischiffige Kirche verfügt über einen halbrunden Chorabschluss und einen Käsbissenturm. Die Hauptfassade ist mit einer durch drei Arkaden geöffneten Vorhalle und einem Oculus-Fenster versehen. Auch an den Seitenfassaden und im Chor befinden sich über jedem der schwungvollen Neorokoko-Fenster kleine Oculi. Seitlich der Hauptfassade bildet ein origineller Rundturm den Aufgang zur Empore. Der seitlich an die Kirche angebaute Saal wurde 1939 zu einem Seitenschiff umgewandelt.

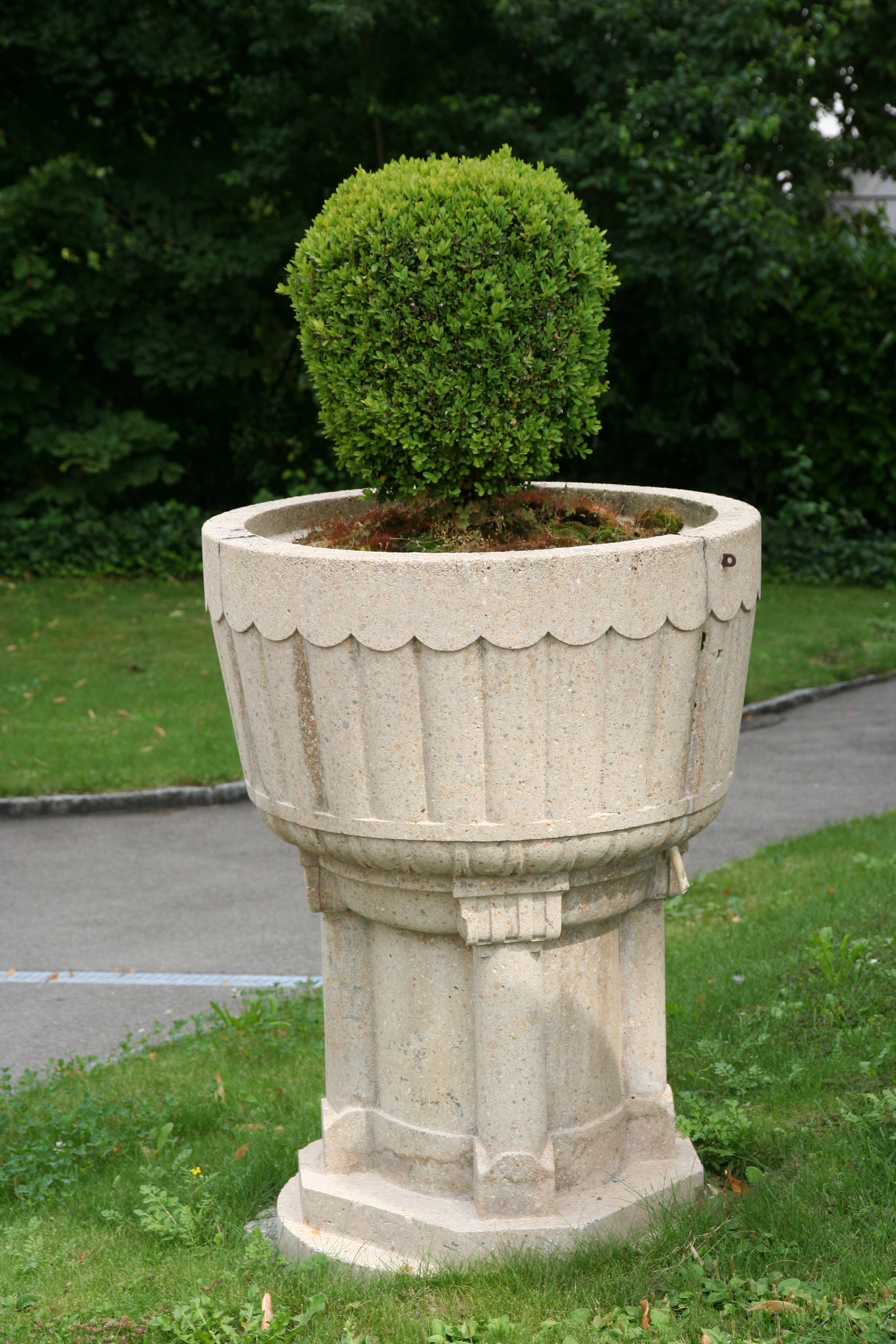
Alter Taufstein
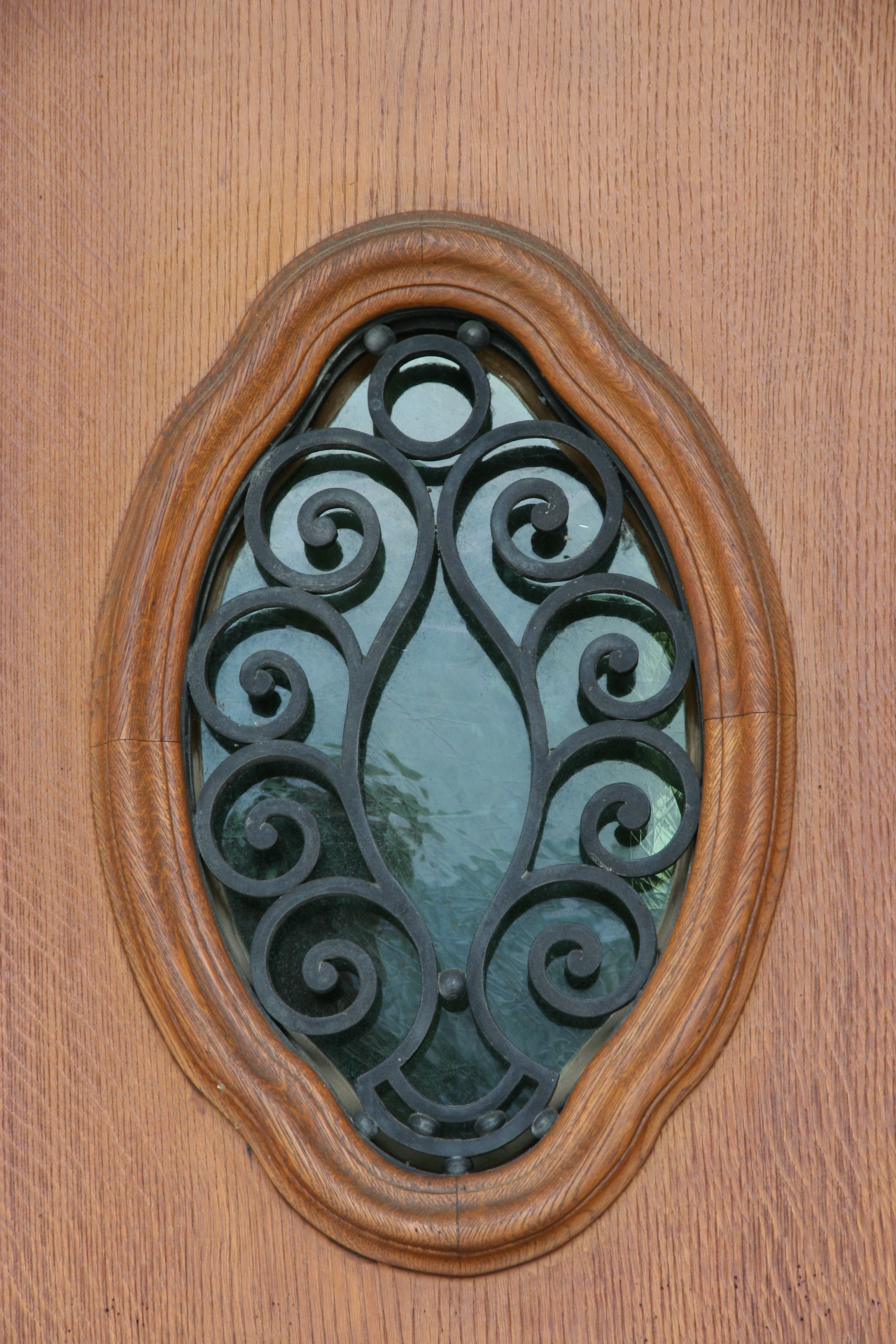
Kirchenportal Detail
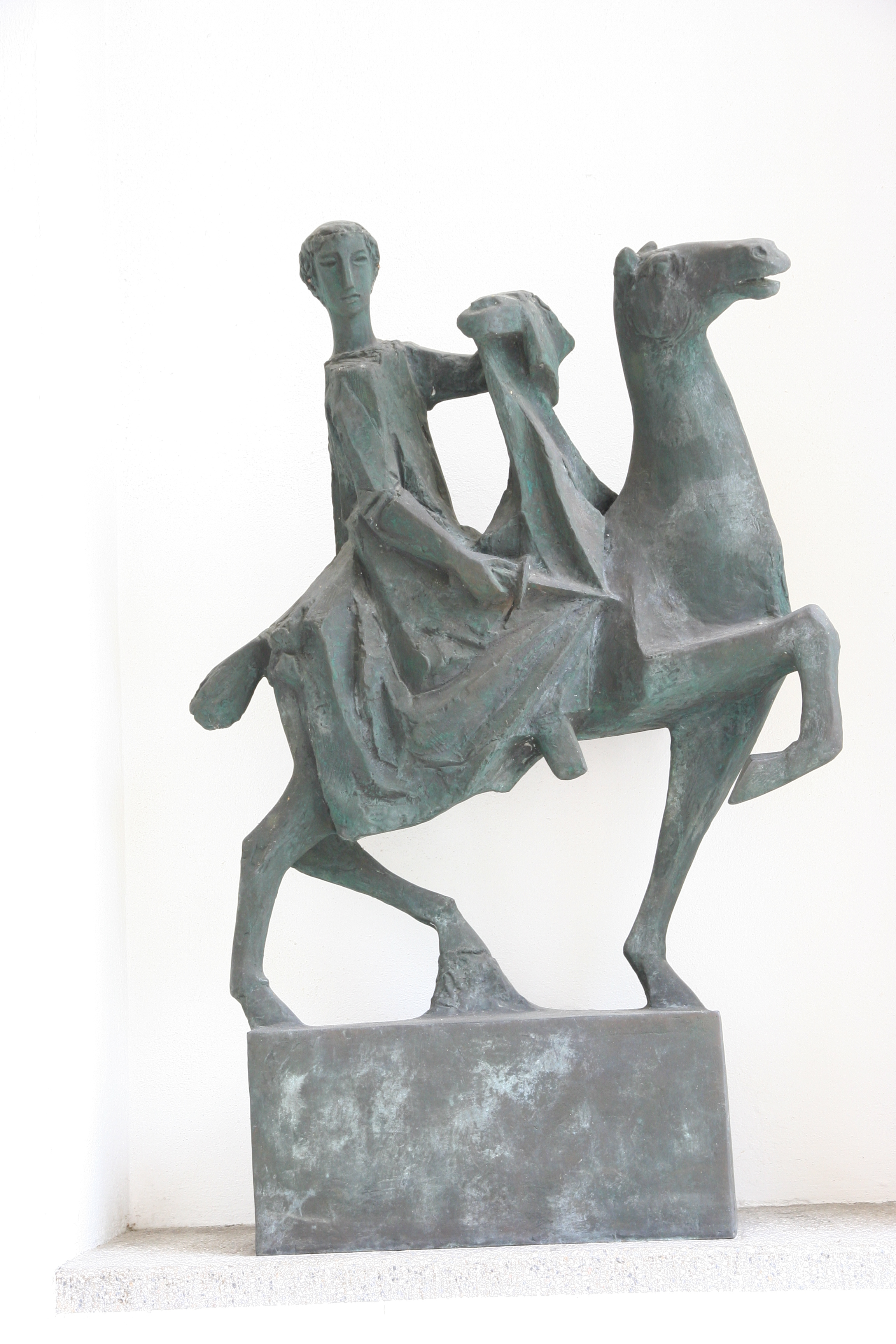
Skulptur Hl. Martin (Aussenbereich)
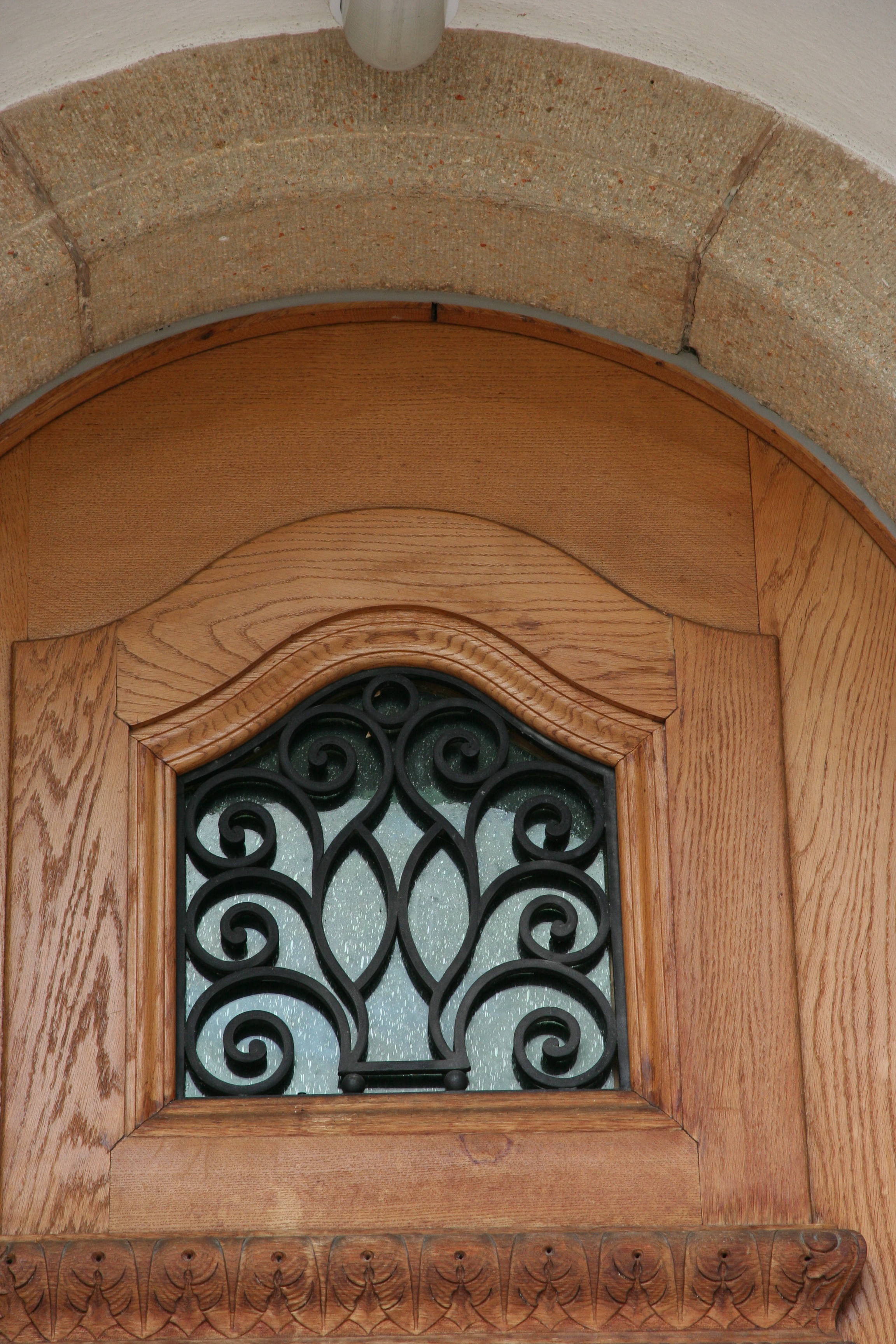
Sakristeitür Detail
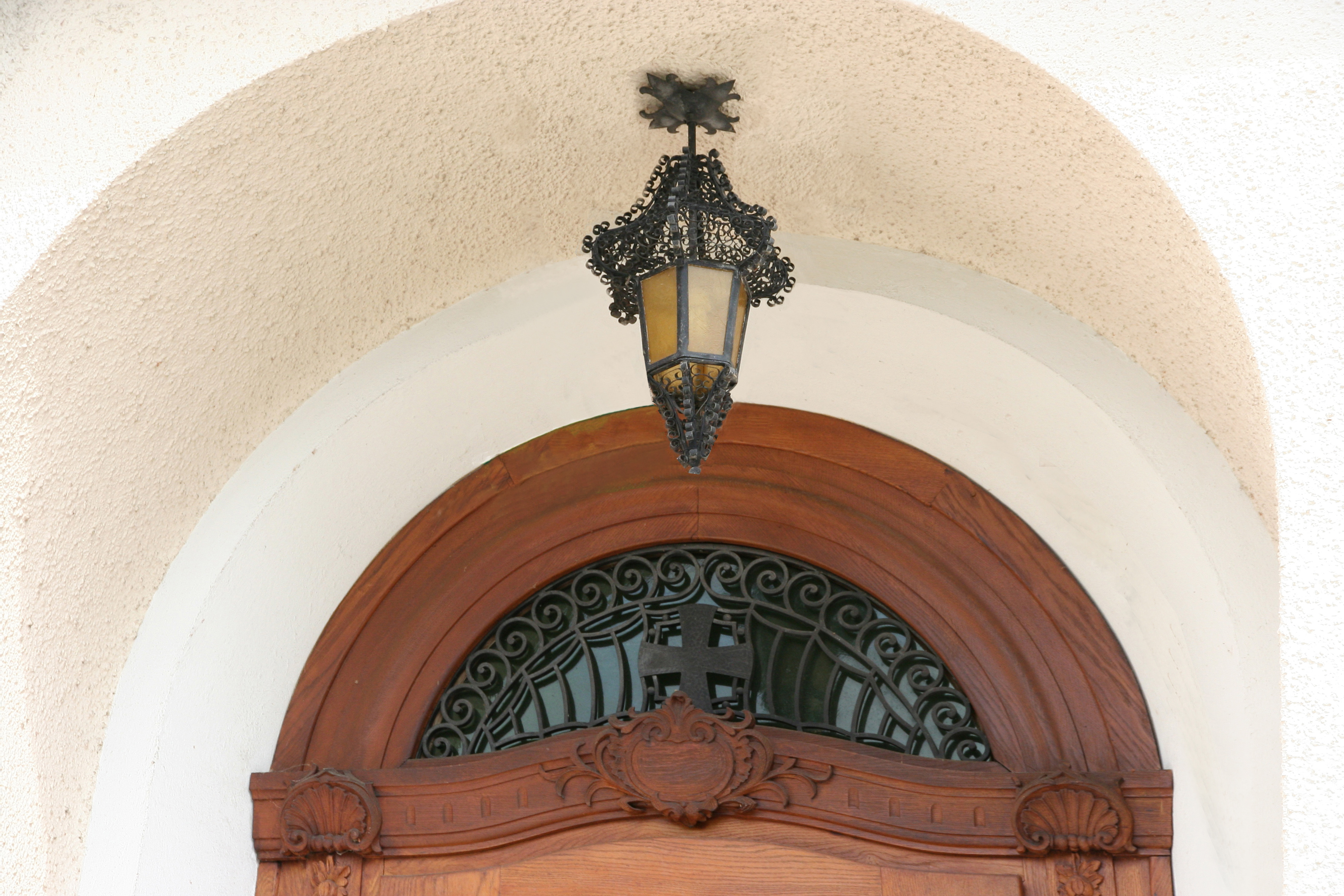
Aussenlaterne

Die vier älteren Glocken der Kirche wurden in der Giesserei Fritz Hamm, Staad im Jahr 1930 gegossen und vom Bischof von Chur, Georg Schmid von Grüneck, am 28. September 1930 geweiht. Im Rahmen der Sanierung der Kirche wurde im Jahr 2016 eine fünfte Glocke als kleinste im Turm eingebaut, welche von der Glockengiesserei H. Rüetschi in Aarau gefertigt wurde.
| Glocke | Schlagton | Widmung                      |
| ------ | --------- | ---------------------------- |
| 1      | H°        | Heilige Familie              |
| 2      | d′        | Hl. Theresia vom Kinde Jesu  |
| 3      | e′        | Hl. Bischof Martin von Tours |
| 4      | g′        | Hl. Schutzengel              |
| 5      | a′        | Pax Christi                  |

### Innenraum

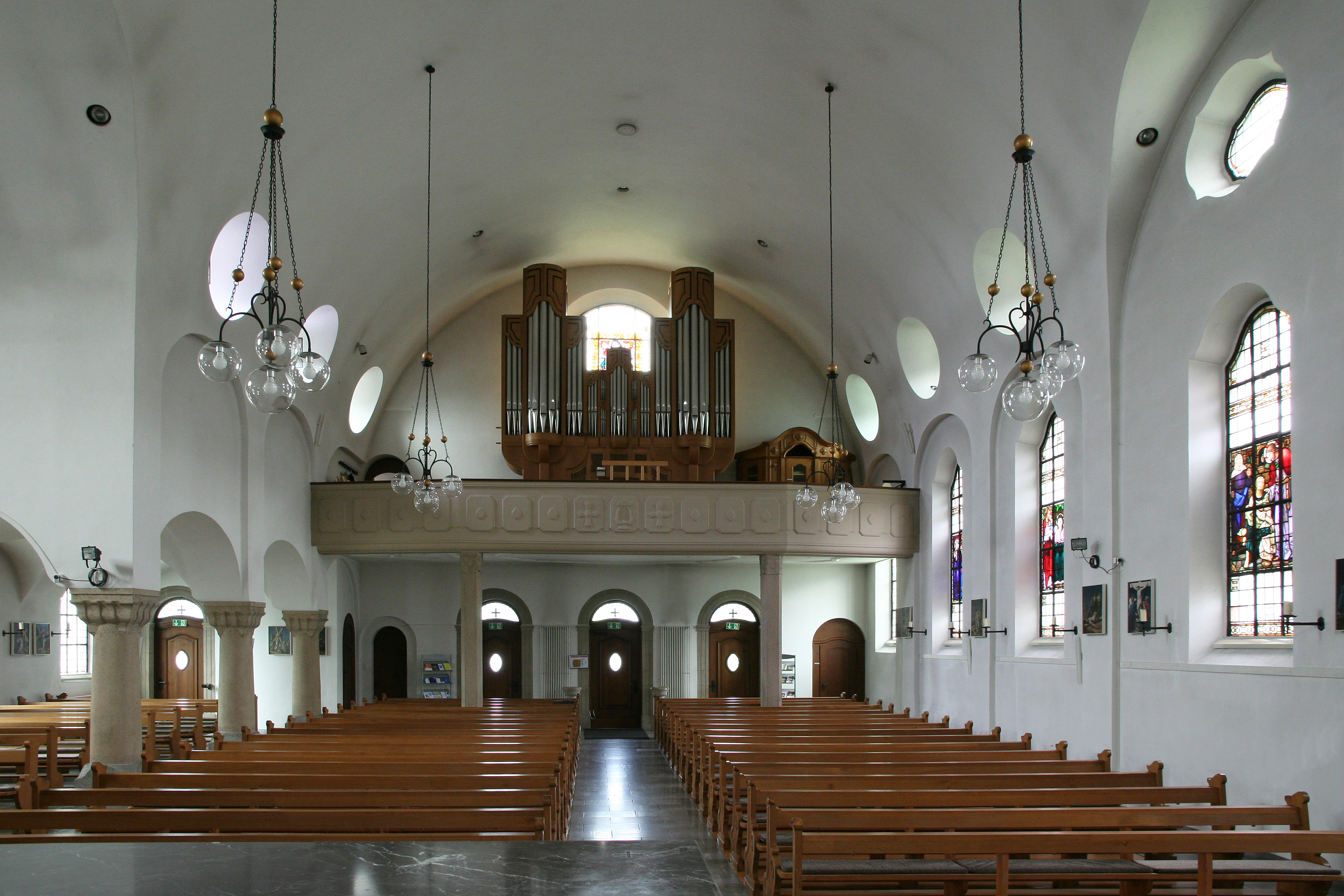
Blick zur Orgelempore

Im schlichten Innenraum fällt das große neubarocke Hochaltar-Gemälde von Jakob Edwin Bachmann (1873–1959) auf. Es zeigt eine Darstellung der Heiligen Familie in Anlehnung an Bartolomé Esteban Murillo. Ebenfalls von Jakob Edwin Bachmann stammen die Kreuzwegstationen, welche er nach Vorlagen von Ferdinand Baumhauer, München anfertigte, und die Farbglasfenster. Diese wurden von Glasmaler J. Klotz, Rorschach ausgeführt und zeigen Jugendstil-Formen. Bei der Sanierung der Kirche von 1977–1979 wurde auch der Chorraum den Vorgaben der Liturgiekonstitution des Zweiten Vatikanischen Konzils angepasst. Von Josef Rickenbacher, Steinen SZ stammte das künstlerische Konzept sowie der neu gestaltete Altar samt Ambo aus rotem französischem Marmor, der Tabernakel, Taufstein sowie die Kerzenständer und das Ewige Licht. Josef Rickenbacher schuf auch die Antoniusplastik und die St. Martinsplastik. Letztere erinnert an das Patrozinium der mittelalterlichen Kirche von Richterswil.

## Orgeln

### Hauptorgel
Eine erste Orgel erhielt die Kirche am 29. April 1923. Es handelte sich um eine pneumatische Orgel der Firma Kuhn, Männedorf, welche im Zuge der Kirchenrenovation von 1979 durch die heutige Hauptorgel ersetzt wurde. Die heutige Orgel stammt von 1979. Das Schleifladen-Instrument hat 18 Register auf zwei Manualen und Pedal. Die Spiel- und Registertrakturen sind mechanisch.
| I Hauptwerk C–g3 |            |        |
| 1.               | Principal  | 8′     |
| 2.               | Spitzflöte | 8′     |
| 3.               | Octave     | 4′     |
| 4.               | Blockflöte | 4′     |
| 5.               | Quinte     | 2 ⁄3′  |
| 6.               | Waldflöte  | 2′     |
| 7.               | Terz       | 1 3⁄5′ |
| 8.               | Mixtur IV  | 1 ⁄3′  |

| II Brustwerk C–g3 |               |       |
| 9.                | Metallgedackt | 8′    |
| 10.               | Holzprincipal | 4′    |
| 11.               | Rohrflöte     | 4′    |
| 12.               | Octave        | 2′    |
| 13.               | Quinte        | 1 ⁄3′ |
| 14.               | Regal         | 8′    |
|                   | Tremulant     |       |

| Pedal C–f1 |            |     |
| 15.        | Subbass    | 16′ |
| 16.        | Flöte      | 8′  |
| 17.        | Choralbass | 4′  |
| 18.        | Trompete   | 8′  |

### Chororgel

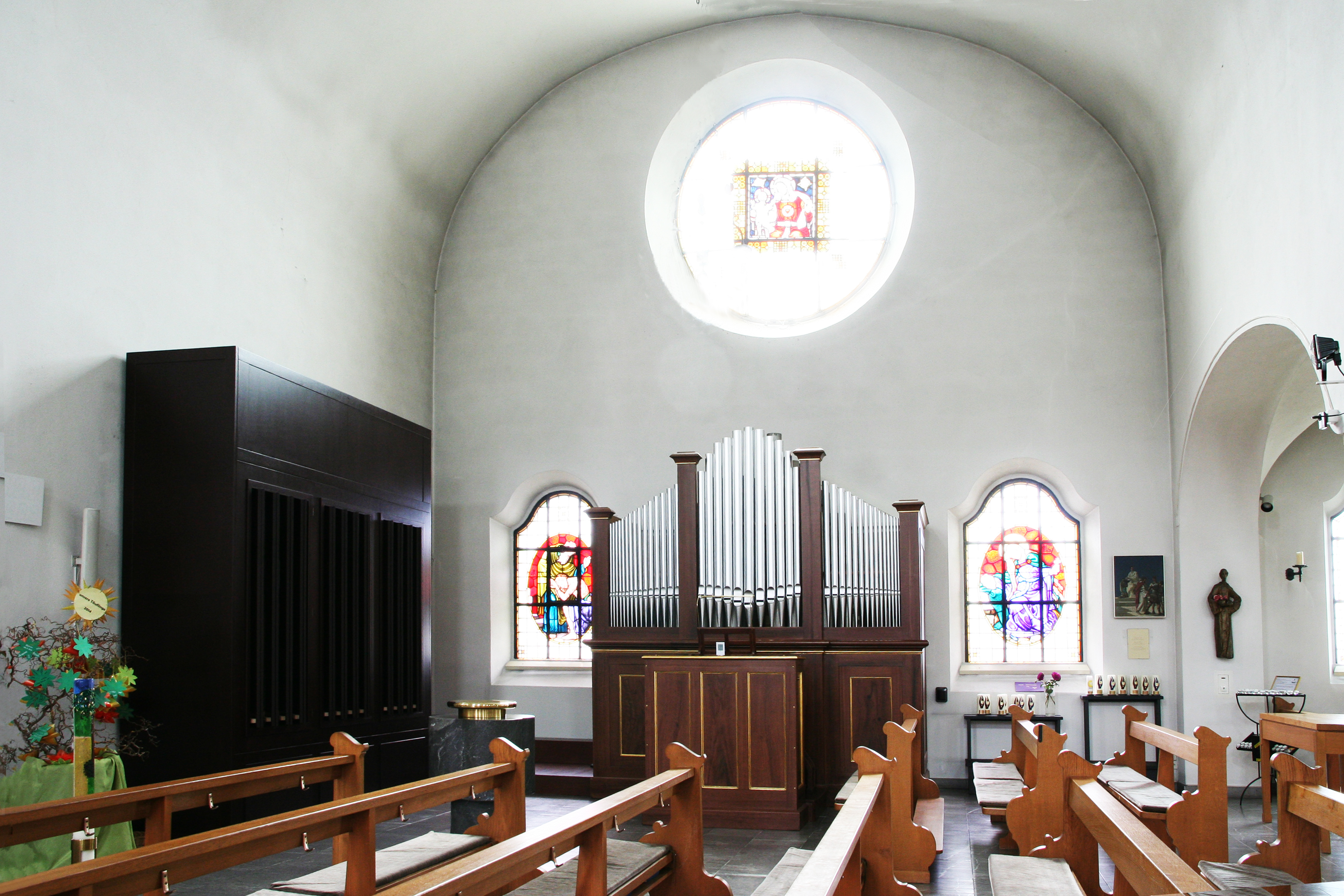
Chororgel

Die Chororgel der Kirche wurde von Orgelbauer Hans Eisenschmid aus München im Jahr 1934 für die Pfarrkirche St. Georg im bayerischen Oberding gebaut. Thomas Reilich, Oberschweinbach (Bayern) überholte das Instrument im Jahre 2012 und stellte es in einer privaten Wohnung in Dulliken (SO) auf. Das Weihekonzert spielte der Organist der Kathedrale Lausanne, Jean-Christophe Geiser. Im März 2014 wurde die Orgel von der Firma Kuhn, Männedorf in die Schweiz transferiert und in der Pfarrkirche Richterswil aufgestellt. 726 Pfeifen verteilen sich auf 12 Stimmen. Das Instrument besitzt pneumatische Kegelladen. Am 12. April 2014 wurde die Orgel durch Generalvikar Josef Annen geweiht und durch ein Konzert von Pfarrer Mario Pinggera vorgestellt.
| I Hauptwerk C–f3 |        |
| Prinzipal        | 8′     |
| Gedeckt          | 8′     |
| Dolce            | 8′     |
| Gemshorn         | 4′     |
| Mixtur III-IV    | 2 2/3' |

| II Schwellwerk C–f3 (ausgebaut bis f4) |    |
| Fugara                                 | 8′ |
| Salicional                             | 8′ |
| Flauto amabile                         | 8′ |
| Flöte                                  | 4' |

| Pedal C–d1 |             |
| Subbass    | 16′         |
| Zartbass   | 16′ Abschw. |
| Oktavbass  | 8′          |

- II/I, Sub II/I, Super II/I, I/P,  II/P, 3 feste Kombinationen, Auslöser, Crescendo

Automatische Pedalumschaltung

## Kirchliche Bauten
Neben der Kirche befindet sich das postmoderne Pfarreizentrum mit originellem rundem Vorhof. In Samstagern unterhält die Pfarrei die 2012 neu erbaute Kirche St. Marien, die auch von der reformierten Kirchgemeinde genutzt wird.